# Xenisthmus balius
Xenisthmus balius is een straalvinnige vissensoort uit de familie van grondels (Xenisthmidae). De wetenschappelijke naam van de soort is voor het eerst geldig gepubliceerd in 1994 door Gill & Randall.